# Bienvenida
Bienvenida é um município da Espanha na comarca de Tentudía, província de Badajoz, comunidade autónoma da Estremadura, de área 92,2 km². Em 2021 tinha 2 087 habitantes (densidade: 22,6 hab./km²).

## Demografia
| Variação demográfica do município entre 1991 e 2004 | Variação demográfica do município entre 1991 e 2004 | Variação demográfica do município entre 1991 e 2004 | Variação demográfica do município entre 1991 e 2004 |
| --------------------------------------------------- | --------------------------------------------------- | --------------------------------------------------- | --------------------------------------------------- |
| 1991                                                | 1996                                                | 2001                                                | 2004                                                |
| 2437                                                | 2371                                                | 2342                                                | 2365                                                |